# Paweł Siwiec
Paweł Siwiec – polski uczony, filolog orientalista, arabista. Ukończył studia na Uniwersytecie Jagiellońskim w Krakowie, uzyskując tytuł magistra w 1983 roku. Doktoryzował się w 2004 roku. W 2009 roku habilitował się na Wydziale Neofilologii Uniwersytetu im. Adama Mickiewicza w Poznaniu.
Jest profesorem Uniwersytetu Jagiellońskiego. Sprawował też funkcje dyplomatyczne w polskich placówkach w Ammanie i Bagdadzie. Pracuje w Instytucie Bliskiego i Dalekiego Wschodu Uniwersytetu Jagiellońskiego. Zajmuje się przede wszystkim klasyczną wersyfikacją arabską.

## Ważniejsze prace
- Wiersz arabski. Ewolucja formy, Kraków 2017;
- „Szanfary”: raz jeszcze o przekładach Adama Mickiewicza i Ludwika Spitznagla, Pamiętnik Literacki, 2014, 105/2, s. 21–45;
- Abū al-‘Atāhiya – poeta, błazen, asceta, Kraków 2012;
- Między barokiem polskim a... arabskim, Teksty Drugie, 2010, z. 3, s. 199–208;
- Mały słownik terminologii komputerowej polsko-arabski i arabsko-polski, Kraków 2009;
- Zarys poetyki klasycznego wiersza arabskiego, Kraków 2008;
- Rytm staroarabskiej kasydy, Kraków 2005.